# Chèo chẹo râu
Hierococcyx vagans là một loài chim trong họ Cuculidae.